# 第七代從男爵托馬斯·蓋奇爵士
托马斯·盖奇（英語：Sir Thomas Gage, 7th Baronet，1781年—1820年11月27日），英国著名植物学家，也是萨塞克斯郡盖奇家族的一员。顶冰花（Gagea）就是为了表彰盖奇的贡献而用他的名字命名的。